# Sichteinlage
Sichteinlage (englisch sight deposit/funds, checking deposit) ist im Kreditwesen die Bezeichnung für Bankguthaben, für die keine Laufzeit oder Kündigungsfrist vereinbart ist oder deren Laufzeit oder Kündigungsfrist weniger als einen Monat beträgt. Der Regelfall sind die täglich fälligen Sichteinlagen. Der Begriff stammt von Einlagen, über die der Gläubiger (Bankkunde) auf Sicht – also jederzeit – durch Barabhebung oder im unbaren Zahlungsverkehr verfügen kann, ohne seine Absicht dem kontoführenden Kreditinstitut vorher anzeigen zu müssen.

## Allgemeines
Sichteinlagen sind eine der drei Formen der Bankguthaben, zu denen noch befristete Einlagen und Spareinlagen gehören. Alle drei Formen unterscheiden sich vor allem durch ihre Laufzeit oder Kündigungsfrist, denn Sichteinlagen sind täglich fällig und verfügbar, die Laufzeit oder Kündigungsfrist von befristeten Einlagen beträgt mindestens einen Monat. Spareinlagen müssen eine Laufzeit oder Kündigungsfrist von mindestens drei Monaten aufweisen (§ 21 Abs. 4 Nr. 4 RechKredV). Es kann daher auch befristete Einlagen mit einer Laufzeit oder Kündigungsfrist von sechs Monaten oder mehr geben, sofern sie ausdrücklich als befristete Einlagen vereinbart werden. Nur Sichteinlagen dürfen neben der Geldanlage für Zahlungsverkehrszwecke verwendet werden. Bei normaler Zinsstruktur besitzen die Sichteinlagen das niedrigste Zinsniveau, gefolgt von Termingeldern; die höchsten Zinsen dieser drei Formen werden dann bei Spareinlagen erzielt.

## Übersicht
Die klassischen zinstragenden Finanzprodukte des Bankenmarkts werden wie folgt unterschieden:
| Produktgruppe       | Finanzprodukt              | Laufzeit / Kündigungsfrist          | Habenzinsart                           |
| ------------------- | -------------------------- | ----------------------------------- | -------------------------------------- |
| Sichteinlagen       | Girokonto, Tagesgeldkonto  | täglich fällig                      | variabler Zins                         |
| befristete Einlagen | Termingeld, Kündigungsgeld | 1 Monat bis 12 Monate               | Festzins                               |
| Spareinlagen        | Sparkonto, Prämiensparen   | mindestens 3 Monate und unbefristet | variabler Zins (Spareckzins), Festzins |

Alle hier aufgeführten Produktgruppen gehören zum Einlagengeschäft der Kreditinstitute. Das flexibelste Finanzprodukt ist das Girokonto, auf dem Sichteinlagen verbucht sind. Solange hierauf Sichteinlagen in Form eines Habensaldos vorhanden sind, gehört das Girokonto zum Einlagengeschäft. Bei einem Sollsaldo wird es dem Kreditgeschäft zugerechnet. Guthaben auf einem verzinslichen Girokonto können sowohl dem Zahlungsverkehr als auch der Geldanlage dienen (siehe Bodensatztheorie). 

## Rechtsgrundlagen
Nach § 1 Abs. 1 Nr. 1 KWG gilt die Annahme fremder Gelder als Einlagen oder anderer unbedingt rückzahlbarer Gelder des Publikums als Bankgeschäft, das gewerblich nur mit Erlaubnis der Bankenaufsicht BaFin betrieben werden darf. Deshalb sind ausschließlich Kreditinstitute berechtigt, Bargeld als künftige Sichteinlagen oder Sichteinlagen bei anderen Geldinstituten zum Einzug auf ein bei ihnen selbst geführtes Konto entgegenzunehmen oder Letztere im Rahmen der Giralgeldschöpfung zu erzeugen.
Eine Legaldefinition des Begriffs Sichteinlagen fand sich in § 3 der Anweisung der Deutschen Bundesbank über Mindestreserven (AMR), die Sichtverbindlichkeiten als täglich fällige und solche Verbindlichkeiten der Kreditinstitute bezeichnete, für die eine Kündigungsfrist oder Laufzeit von weniger als einem Monat vereinbart ist. Diese Anweisung wurde wegen der dritten Stufe der Währungsunion durch die Bundesbank aufgehoben.
Die für Kreditinstitute geltende Liquiditätsverordnung umschreibt nunmehr in § 2 Abs. 1 Nr. 1 LiqV die Sichteinlagen als täglich fällige oder in bis zu einem Monat fällige Zahlungsverpflichtungen. Danach sind 10 % der Sichteinlagen nach § 4 Abs. 1 Nr. 2 LiqV als Zahlungsverpflichtungen zu erfassen.

## Arten
Das Guthaben auf Girokonten ist die häufigste Form der Sichteinlagen, weil es täglich fällig ist; auch die Guthaben von Tagesgeldkonten sind täglich fällig. Dies bedeutet, dass der Konteninhaber beabsichtigte Verfügungen vorher dem Kreditinstitut nicht ankündigen muss und die Guthaben unbegrenzt abrufen kann. Während bei Girokonten Liquiditäts- und Zahlungsverkehrsmotive im Vordergrund stehen, dienen Tagesgeldkonten ausschließlich der Geldanlage. 
Auch über Spareinlagen kann in Deutschland im Rahmen der „versprochenen Leistung“ bis zum Betrag von 2000 € ohne Einhaltung einer Kündigungsfrist verfügt werden (RechKredV § 21 Abs. 4). Da sie Bestandteil der Spareinlagen sind, gehören sie aber formal dennoch nicht zu den Sichteinlagen.

## Zweck
Sichteinlagen werden wegen ihrer Disponibilität insbesondere für Zahlungsverkehrszwecke verwendet. Wegen ihrer sehr ungünstigen Verzinsung oder sogar Unverzinslichkeit eignen sie sich nicht zur Geldanlage; dennoch verbleibt erfahrungsgemäß ein gewisser Betrag auf Girokonten, über den auch mittelfristig nicht verfügt wird (Bodensatztheorie). Sichteinlagen verringern die Bargeldhaltung und damit die Verlustrisiken (Diebstahl, Verlieren, Feuer).

## Bedeutung
Im Jahr 2011 wurden etwa 47 % der in Deutschland an einem Verkaufsort (engl.: point of sale) getätigten Umsätze einer Bundesbank-Studie zufolge bargeldlos abgewickelt. Der Bundesbank-Statistik zufolge erreichten die Sichteinlagen im Februar 2010 etwa 37 % aller Einlagen von Nichtbanken im Inland, der Rest waren Termineinlagen. In der makroökonomischen Geldangebotstheorie (siehe Geldbasis) wird der Quotient aus Bargeldhaltung und Sichteinlagenhaltung als Bargeldkoeffizient bezeichnet. Er sagt aus, wie hoch der Anteil des umlaufenden Bargeldes im Vergleich zu den Sichteinlagen bei Kreditinstituten ist, die jederzeit durch Abhebung in Bargeld umgewandelt werden könnten. Gemeinsam mit dem Bargeldumlauf bilden Sichteinlagen die Geldmenge M1, eine wichtige volkswirtschaftliche Kennzahl zur Beurteilung der Geldmengenentwicklung.

## Sicherheit
Wie sämtliche Bankguthaben unterliegen auch Sichteinlagen bei deutschen Kreditinstituten mindestens der gesetzlichen Einlagensicherung und häufig darüber hinaus der freiwilligen Einlagensicherung einzelner Bankenverbände. Nach § 4 Abs. 2 Nr. 1 des Einlagensicherungs- und Anlegerentschädigungsgesetzes (EAEG) sind Einlagen bis zur Höhe von 100.000 € gesichert, die im Entschädigungsfall ausgezahlt werden, wenn ein Kreditinstitut nach § 5 EAEG nicht in der Lage ist, Einlagen zurückzuzahlen. Einlagen im Sinne des EAEG sind (vereinfacht ausgedrückt) Guthaben bei Kreditinstituten, die sich im Rahmen der Geschäftstätigkeit des Instituts ergeben und von diesem auf Grund gesetzlicher oder vertraglicher Bestimmungen zurückzuzahlen sind. Dazu zählen auch Forderungen, die das Institut durch Ausstellung einer Urkunde verbrieft hat, jedoch nicht Inhaber- und Orderschuldverschreibungen. Von dieser Bestimmung werden mithin auch Sichteinlagen erfasst. Neben dieser gesetzlichen Einlagensicherung besteht bei den einzelnen Bankenverbänden noch eine zusätzliche, über diesen Betrag hinausgehende Einlagensicherung. Die Kreditinstitute sind rechtlich verpflichtet, über Art und Höhe der Einlagensicherung Auskunft zu geben, wenn ihre Kunden ein besonderes Interesse an der Nominalsicherheit einer Geldanlage offenbaren.

## International
Sichteinlagen auf Girokonten sind auch in Österreich und der Schweiz unter diesem Wort bekannt. In Frankreich (französisch dépôt à vue) oder Italien (italienisch deposito a vista) werden sie im Zahlungsverkehr genutzt. In Großbritannien und den USA sind Sichteinlagen (englisch sight funds) im Zusammenhang mit dem Zahlungsverkehr (insbesondere Schecks) üblich.